# Svetoslav Gocev
Svetoslav Gocev (in bulgaro Светослав Гоцев?; Breznik, 31 agosto 1990) è un pallavolista bulgaro.
Gioca nel ruolo di centrale nell'Ural.

## Carriera

### Club
La carriera di Svetoslav Gocev inizia nel settore giovanile del Slavia Sofia, club nel quale gioca fino al 2009. Fa il suo esordio da professionista nella stagione 2009-10, indossando la maglia del Pirin di Razlog, club della Superliga bulgara col quale gioca per tre annate, raggiungendo due finali scudetto ed una finale di Coppa di Bulgaria.
Nella stagione 2012-13 lascia per la prima volta la Bulgaria ed approda nella Serie A1 italiana, dove gioca per il BluVolley Verona; l'esperienza in Italia dura una sola annata e nella stagione successiva veste la maglia del Friedrichshafen, club della 1. Bundesliga tedesca col quale vince la Coppa di Germania e raggiunge le finali scudetto.
Nel campionato 2014-15 torna nella massima serie italiana, ingaggiato dal Milano. Nel campionato seguente approda in Iran, dove difende i colori dello Shahrdari Tabriz in Super League. Nella stagione 2016-17 rientra nella massima divisione italiana, difendendo i colori della neopromossa Argos di Sora, mentre nella stagione successiva si accasa nel club francese del Tours, in Ligue A, con cui vince lo scudetto.
Nel campionato 2018-19 si accasa a stagione in corso alla Dinamo-LO, club della Superliga russa, competizione che disputa anche l'annata successiva, ma con la maglia dell'Ural.

### Nazionale
Nell'estate del 2010 debutta nella nazionale bulgara in occasione del Memorial Hubert Wagner, dove vince la medaglia d'argento. Nel 2015 vince la medaglia d'argento ai I Giochi europei di Baku.

## Palmarès

### Club
- Campionato francese: 1

2017-18
- Coppa di Germania: 1

2013-14

### Nazionale (competizioni minori)
- Memorial Hubert Wagner 2010
- Giochi europei 2015
- Memorial Hubert Wagner 2016

### Premi individuali
- 2016 - European League: Miglior centrale